# 卓资山镇
卓资山镇，是中华人民共和国内蒙古自治区乌兰察布市卓资县下辖的一个乡镇级行政单位。

## 名称
得名于该地的察右卓资山，关于其名称，一说得名于蒙古语卓索图山；另一说源于汉语，亦是官方说法，因县镇东山顶平似桌子，故名“桌子山”，后谐音为“卓资山”。
无论采取哪说，察右卓资山均区别于乌海卓子山（乌海鄂托克卓子山名称源于桌子山），且今日卓资县的蒙语名称均使用汉语音译而非蒙语卓索图山一词。卓索图山与清代和民国初年的卓索图盟仅蒙语名称相同，并不在一处。

## 行政区划
卓资山镇下辖以下地区：
东街社区、北街社区、新建街社区、新民街社区、河南社区、大庆街社区、南窑子社区、新民街村、马盖图村、温都花村、东滩村、五星村、苏计村、头号村、和平村、山顶村、六苏木村、兰旗村、中营子村、坝底村、麻迷图村、印堂子村、广兴城村、岱青村、奎元村、张家卜村和卓资县工业园管理区。

## 交通
- 京包铁路：卓资山站